# Anydrophila sirdar
Anydrophila sirdar är en fjärilsart som beskrevs av Brandt 1939. Anydrophila sirdar ingår i släktet Anydrophila och familjen nattflyn. Inga underarter finns listade i Catalogue of Life.